# Satz von Palm-Chintschin
Der Satz von Palm-Chintschin der Stochastik besagt, dass sich die Überlagerung (Superposition) einer hinreichend großen Anzahl von nicht notwendigerweise poissonschen Erneuerungsprozessen asymptotisch einem Poisson-Prozess annähert, wenn die Ereignisse in den einzelnen Prozessen relativ selten auftreten. Der Satz beruht auf Arbeiten von Conny Palm aus dem Jahr 1943 und Aleksander Chintschin aus dem Jahr 1955. Er findet Anwendung in der Warteschlangentheorie und Zuverlässigkeitsanalyse, zum Beispiel bei der Modellierung von Ankunftsprozessen von Kunden oder seltenen Ereignissen in der Versicherungsmathematik.

## Aussage
Seien {\displaystyle \{N_{mi}(t),t\geq 0\}} für {\displaystyle m\in \mathbb {N} }, {\displaystyle i=1,2,\dotsc ,m} unabhängige Erneuerungsprozesse und
{\displaystyle N_{m}(t)=N_{m1}(t)+N_{m2}(t)+\ldots +N_{mm}(t)}
die Superposition dieser Prozesse. Weiter bezeichne {\displaystyle X_{mi}} die Zeit zwischen der ersten und zweiten Erneuerung in Prozess {\displaystyle i} sowie {\displaystyle \lambda _{mi}=1/E(X_{mi})}. Unter den Annahmen
1. Für alle hinreichend große {\displaystyle m} gelte: {\displaystyle \lambda _{m1}+\lambda _{m2}+\ldots +\lambda _{mm}=\lambda <\infty }.
2. Gegeben {\displaystyle \varepsilon >0}, für jedes {\displaystyle t>0} und hinreichend große {\displaystyle m} gelte: {\displaystyle P(X_{mi}\leq t)<\varepsilon } für alle {\displaystyle i}.

strebt dann die Überlagerung der Zählprozesse {\displaystyle N_{m}(t)} für {\displaystyle m} gegen {\displaystyle \infty } gegen einen Poisson-Prozess mit Rate {\displaystyle \lambda }.

## Erweiterungen
Es gibt zahlreiche Erweiterungen, z. B. den Satz von Grigelionis, der die Annahmen verallgemeinert und als Grenzprozess einen nicht-homogenen Poisson-Prozess ableitet. In der Software-Zuverlässigkeit gibt es zahlreiche Erweiterungen für Software-Zuverlässigkeitswachstumsmodelle, klassisch z. B. den Satz von Littlewood, bei dem der Ausfallprozess für komplexe Software-Systeme, deren interne Struktur durch Markow-Ketten beschrieben werden kann, ebenfalls wieder gegen einen Poisson-Prozess strebt.